# Corinto

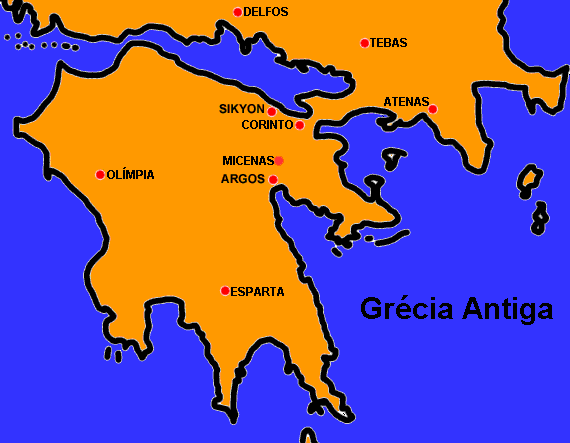
Mapa parcial da Beócia, Ática e o Peloponeso, mostrando a posição de Corinto

Corinto (em grego:  Κόρινθος, transliterada Kórinthos, AFI: /ˈkorinθos/ⓘ) é uma cidade do município de Coríntia, na unidade regional da Coríntia, na região do Peloponeso, na Grécia. Desde a reforma no governo local feita em 2011, passou a fazer parte do município de Corinto, do qual é tanto a sede quanto a unidade municipal.

## História
A cidade surgiu na Era Neolítica, aproximadamente em 6 000 a.C. Existem várias versões sobre a fundação da cidade. Os coríntios da época de Pausânias (geógrafo) diziam que a cidade havia sido fundada por Corinto, filho de Zeus, e que Éfira, filha de Oceano, foi a primeira moradora da região (que se chamava Efireia).
Corinto foi uma das mais florescentes cidades gregas da Antiguidade Clássica, tendo sido autônoma e soberana durante o Período Arcaico da história da Grécia. Desde aqueles tempos, Corinto experimentou um notável desenvolvimento comercial devido à sua localização, o que trouxe benefícios sobre as artes (principalmente seus vasos de cerâmica) e a cultura de um modo geral, bem como a acumulação de riquezas pela aristocracia local. Contudo, no final dessa fase áurea, a pólis foi governada por um tirano denominado Cípselo, provavelmente entre 657 e 625 a.C., quando iniciou-se um curto período de expansionismo em que foram fundadas colônias no noroeste da Grécia.
Corinto tinha dois importantes portos que movimentavam sua economia: um ficava no golfo de Corinto, outro se localizava ao sul, no mar Egeu. Havia, em Corinto, também dois grandes templos: o templo de Afrodite (deusa do amor) e um templo de Apolo (deus da música, canto, poesia e da beleza masculina). Diz a história que havia, no templo da deusa Afrodite, mil sacerdotisas que, aos finais de tarde, desciam até a cidade e vendiam seus corpos, cultuando, dessa maneira, o sexo. Em Corinto, havia, aproximadamente, 250 mil habitantes. A cidade era conhecida pela sua luxúria e por sediar os Jogos Ístmicos.
Após anos de guerras de resistência ao domínio persa e de lutas entre os gregos pela hegemonia na península, quando chegou a ser rival de Atenas e de Esparta, Corinto, tal como as demais cidades independentes da Grécia, veio a fazer parte do Império Macedônio de Alexandre, o Grande, perdendo, assim, parte da autonomia plena antes existente.
Vencendo Filipe V da Macedônia, em 197 a.C., na Batalha de Cinoscéfalos, o cônsul romano Tito Quíncio Flaminino, a princípio, declarou o respeito de Roma pela autonomia das cidades gregas, o que ocorreu nos Jogos Ístmicos, realizados no istmo de Corinto em 196 a.C.. Todavia, as guarnições romanas ainda se mantiveram presentes na cidade.
A batalha de Corinto foi travada pelos romanos contra Corinto e seus aliados (Liga Aqueia) em 146 a.C. A cidade, que era conhecida por sua imensa riqueza, foi destruída pelos romanos liderados por Lúcio Múmio depois de estes estabelecerem um cerco a ela. Quando ele entrou na cidade, matou todos homens e vendeu as mulheres e crianças como escravos; depois disso, incendiou a cidade. Essa batalha marcou o fim da resistência grega contra Roma, e iniciou a era conhecida como "Grécia romana". Cem anos mais tarde, em 46 a.C., Júlio César decidiu reconstruí-la, tornando-a, assim, a capital da província romana da Acaia.
A cidade foi destruída por um terremoto em 375, e foi saqueada pelos bárbaros do norte em 395, tendo muitos dos cidadãos sido vendidos como escravos na ocasião. Esse ataque e o saque de Roma pelos Visigodos em 409 possivelmente motivaram a construção de um muro de pedra enorme, levantado do Golfo Sarônico ao Golfo de Corinto, protegendo a cidade e a península do Peloponeso de mais invasões bárbaras vindas do norte. O muro de pedra tinha cerca de 10 quilômetros de comprimento e foi chamado de Hexamílio (traduzido do grego, "seis milhas"), durante o reinado do imperador bizantino Justiniano I. Em 551, a cidade foi de novo destruída por um terremoto. Em 856, outro terremoto na cidade matou 45 mil pessoas aproximadamente.
Nos séculos XII e XIII, a riqueza da cidade, gerada pelo comércio da seda aos estados latinos da Europa Ocidental, atraiu a atenção dos Normandos da Sicília, que saquearam a cidade em 1147. Em 1204, Godofredo I de Vilearduin, sobrinho homônimo do famoso historiador da Quarta Cruzada, passou a ter Corinto como sua possessão depois de saquear Constantinopla, ganhando também o título de príncipe de Acaia. De 1205 a 1208, os coríntios resistiram à dominação do Império Latino a partir de um forte em Acrocorinto (a acrópole de Corinto), sob o comando do general Leão Esguro. O cavaleiro francês Guilherme de Champlite liderou as forças cruzadas. Em 1208, Leão Esguro se matou se jogando do topo de Acrocorinto; mesmo assim, de 1208 a 1210, os coríntios continuaram a resistir às forças inimigas. Derrotada, Corinto se tornou parte do Principado de Acaia, governada pelos Vilearduínos de sua capital em Andravida de Elis. Corinto era a última cidade importante ao norte de Acaia, fazendo fronteira com outro Estado nascido das cruzadas, o Ducado de Atenas.
O Império Bizantino reconquistou a cidade e ela se tornou parte do Despotado da Moreia em 1388. O Império Otomano a capturou em 1395, mas os bizantinos a retomaram em 1403. Em 1458, cinco anos depois da queda de Constantinopla, os turco-otomanos conquistaram novamente a cidade e seu castelo. Os otomanos a renomearam Gördes. Em 1687, os Venezianos a tomaram, mas os otomanos a reconquistaram em 1715.
Foi refundada como Nea, ou "Nova" Corinto, em 1858, após um terremoto destruir o povoado já existente de Corinto, que havia se desenvolvido sobre e em torno do sítio arqueológico da Antiga Corinto, cidade-estado da Antiguidade.